# Heimlichmanoeuvre

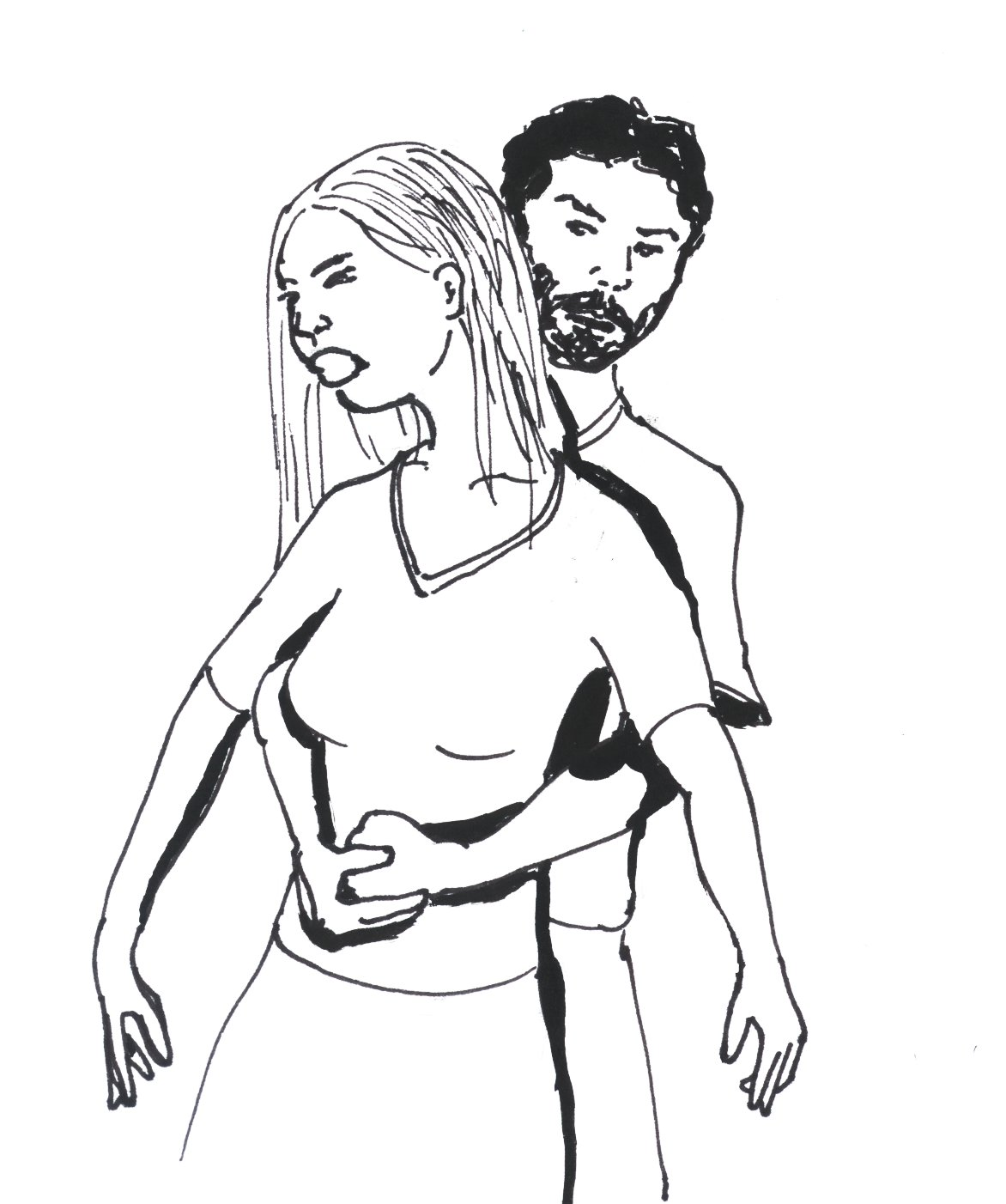
Heimlichmanoeuvre

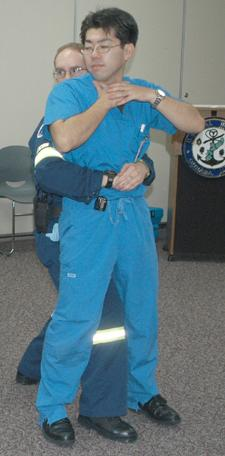
Oefenen van de heimlichmanoeuvre

De heimlichmanoeuvre of buikstoten is een methode om een blokkade van de luchtwegen te verhelpen en zo verstikking te voorkomen. De heimlichmanoeuvre is genoemd naar Henry Heimlich, die de methode als eerste in 1974 beschreef. 

## Uitvoering
Als het slachtoffer door een blokkade van de luchtwegen dreigt te stikken, bijvoorbeeld door een snoepje, en noch hoesten, noch het met de vlakke hand tussen de schouderbladen slaan deze blokkade opheft, is het mogelijk om als hulpverlener te proberen de blokkade in de luchtpijp op te heffen met behulp van de heimlichmanoeuvre. De hulpverlener laat het slachtoffer staan of op een stoel zitten en gaat achter het slachtoffer staan. De hulpverlener zet zijn knie tegen het slachtoffer of tegen de rugleuning om de kracht optimaal te kunnen richten. De hulpverlener steekt zijn beide handen onder de oksels van het slachtoffer door en omvat het slachtoffer. De dominante hand wordt tot een vuist gebald, waarbij de duim in de vuist terecht dient te komen, omsloten door de andere vingers. Dit voorkomt dat de hulpverlener het slachtoffer verwondt met zijn duimknokkel. De andere hand wordt om de vuist gevouwen. De handen worden halverwege tussen de navel en het begin van het borstbeen geplaatst en de hulpverlener trekt de vuist in een snelle, krachtige beweging schuin omhoog. Hierbij dient een scheppende beweging te worden gemaakt, zoals bij het hanteren van een ijslepel. Dit zorgt ervoor dat de kracht zoveel mogelijk omhoog, de longen uit is gericht in plaats van naar achter. De plotselinge samendrukking van de buik en het middenrif zal de lucht uit de longen van het slachtoffer drukken en zo de blokkade mogelijk uit de luchtpijp verwijderen.
De heimlichmanoeuvre in bovenstaande vorm mag niet bij baby's en zwangere vrouwen worden uitgevoerd en kan ook bij zwaarlijvige personen worden toegepast. Bij hen kan dezelfde manoeuvre uitgevoerd worden met de handen op het borstbeen.
Heimlich gebruikte in 2016, op de leeftijd van 96 jaar, de methode voor het eerst zelf in een noodsituatie.

## Complicaties
Zelfs wanneer de heimlichmanoeuvre correct wordt toegepast kan het slachtoffer er door verwond raken met vooral de kans op inwendig letsel. Na het toepassen van de heimlichmanoeuvre dient daarom altijd een arts te worden geconsulteerd. De heimlichmanoeuvre mag nooit worden toegepast op slachtoffers die nog kunnen hoesten, ademen of spreken. Er zijn speciale trainingen om de heimlichmanoeuvre te leren en te oefenen.

## Ingrepen
- Reanimatie
- Tracheotomie

## Websites
- Eerste Hulp Wiki. Heimlichmanoeuvre